# دانسکه بانک

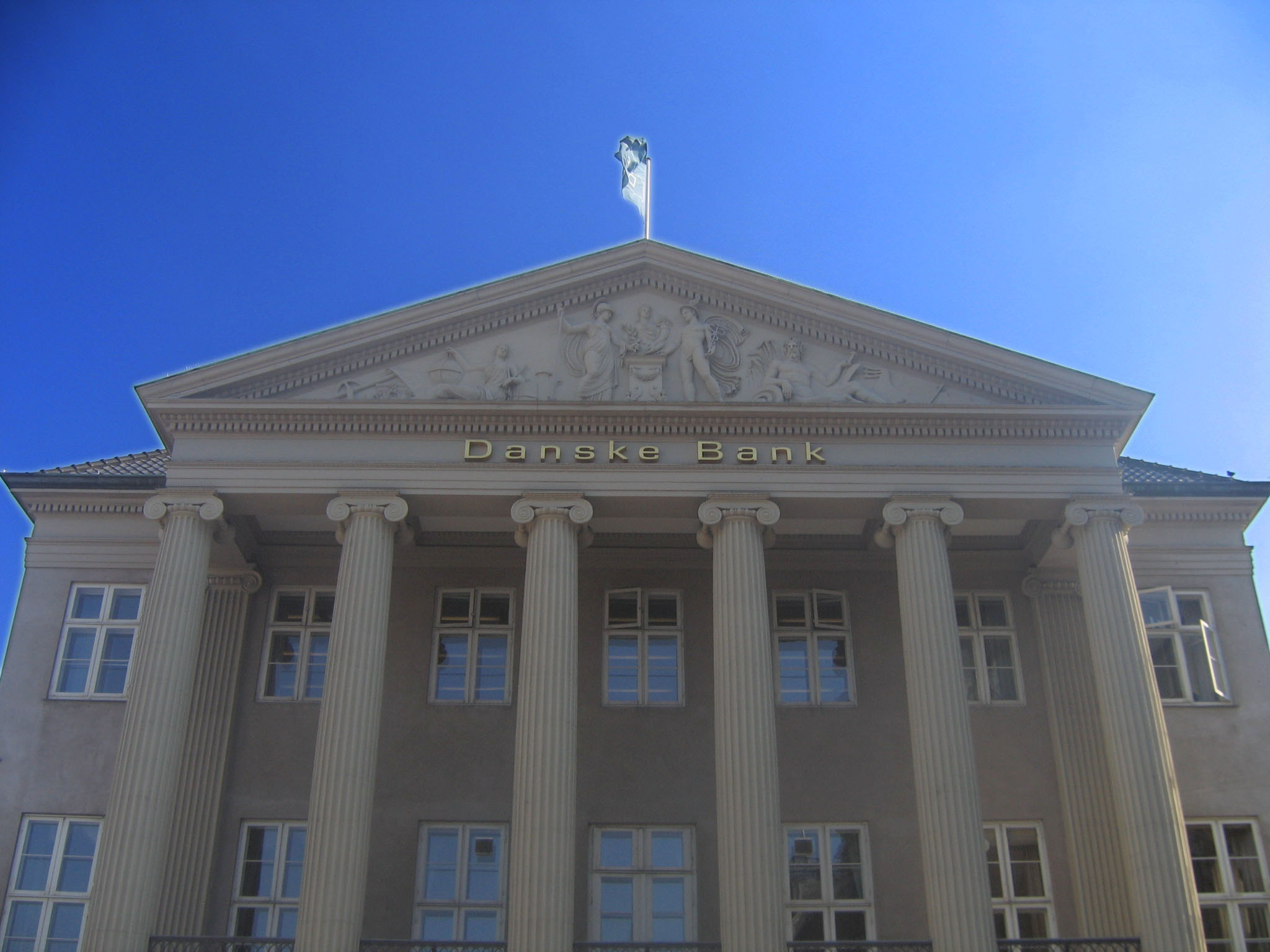
ساختمان شعبه مرکزی دانسکه بانک در شهر کپنهاگ

دانسکه بانک (به دانمارکی: Danske Bank) شرکت خدمات مالی و بانکداری دانمارکی است، که نام آن در زبان دانمارکی به‌معنی بانک دانمارکی می‌باشد. این بانک در تاریخ ۵ اکتبر ۱۸۷۱ در شهر کپنهاگ تأسیس شد.
دانسکه بانک در سال ۲۰۱۱ در فهرست فورچون جهانی ۵۰۰ در رتبه ۴۵۴ از بزرگترین شرکت‌های جهان قرار داشت. حوزه فعالیت‌ها و محدوده جغرافیایی این بانک به‌صورت عمده در اروپا است. بخشی از سهام دانسکه بانک در بازار بورس اوام‌اکس کپنهاگ دادوستد می‌شود.